# Hristo Botev
Hristo Botev (în bulgară Христо Ботев; n. 6 ianuarie 1848, Kalofer, Bulgaria - d. 1 iunie 1876) a fost un poet și revoluționar bulgar.
Hristo Botev (1848 – 1876), fiul lui Hristo Botev Petkov (în bulgară Христо Ботев Петков) este considerat cel mai mare poet al Bulgariei.

## Tinerețea

### Casa lui Botev din Kalofer

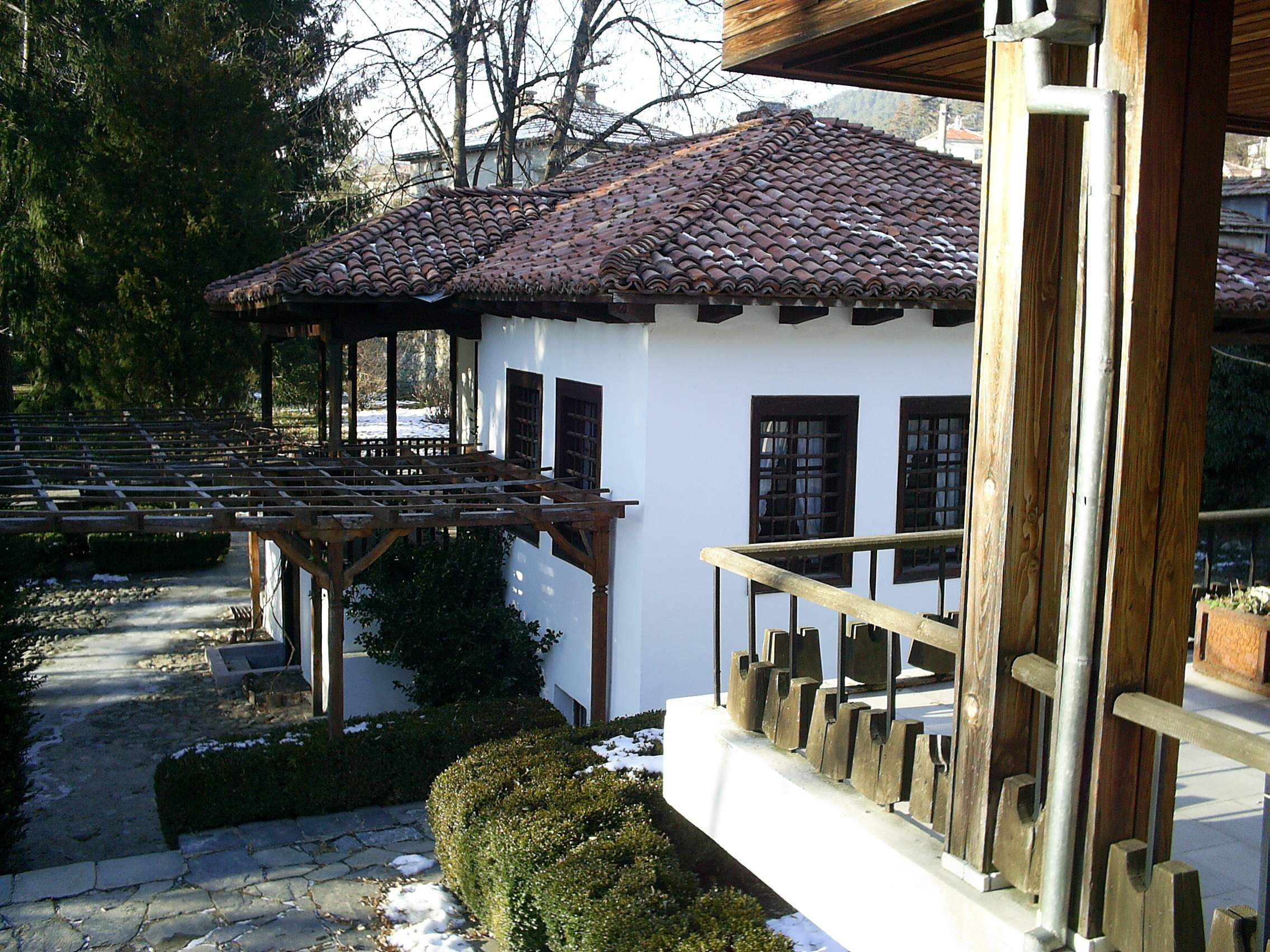
Casa lui Botev din Kalofer

Botev s-a născut în Kalofer. Tatăl său, Botyo Petkov (1815-1869), a fost profesor și una dintre cele mai semnificante personalități de la sfârșitul revoluției naționale bulgare împotriva ocupației otomane. El a avut o puternică influență asupra fiului său, în timpul tinereții acestuia.
În 1863, după ce a terminat școala generală în Kalofer, Botev a fost trimis de tatăl său la liceu în Odessa. Aici a fost impresionat de operele poeților liberali ruși din acele timpuri. În anul 1865, a părăsit liceul și și-a petrecut următorii 2 ani predând în Odesa și Basarabia. Între timp a început să-și creeze primele opere lirice și de asemenea, să-și stabilească legături puternice cu mișcările revoluționare rusești și poloneze. 
La începutul anului 1867, Botev se întoarce în Kalofer, unde îl înlocuiește temporar pe tatăl său, acesta fiind bolnav. În mai, în timpul sărbătorii Sf. Chiril și Sf. Metodie (tatăl său a fost cel care a început organizarea la sfârșitul anului școlar, ce acum corespunde cu vacanța națională bulgară de pe 24 mai), el a făcut public discursul său împotriva autorităților otomane și aristocraților bulgari (pe care-i acuza că ar fi colaborat cu otomanii).
Ca urmare, Botev a fost forțat să părăsească orașul. Inițial a decis să se întoarcă în Rusia, dar, din motive financiare, a optat pentru România, la acea vreme, România fiind un azil pentru mulți exilați bulgari.

## Exilul în România

Bustul lui Hristo Botev în Parcul Herăstrău din București

Fiind foarte influențat de revoluționarii bulgari ce trăiau în România, Botev duce o viață tipică pentru un revoluționar. A fost privat în mod constant de drepturi/benificii și chiar de casă. Pentru mult timp, a locuit într-o moară abandonată de lângă București, împreună cu Vasil Levski, conducătorul insurgențelor bulgărești. Ei doi devin prieteni apropiați. Mai târziu, avea să descrie această perioadă în lucrările sale. 
Din 1869 până în 1871, devine editor la ziarul emigranților revoluționari pe nume „Cuvântul emigranților bulgari” („Duma na bulgarskite emigranti”), unde a început să-și publice operele sale lirice timpurii. În urma colaborării strânse cu revoluționarii ruși, Botev începe să lucreze pentru ziarul „Libertatea” („Svoboda”), editat de un scriitor eminent și revoluționar – Liuben Karavelov. În 1873, a editat, de asemenea, ziarul satiric „Ceasul deșteptător” („Budilnik”), care nu făcea parte din mișcările revoluționare.

## Lupta pentru independența bulgară
Întreaga mișcare revoluționară bulgară a fost pusă în pericol de capturarea lui Vasil Levski de autoritățile otomane, la sfârșitul lui 1872. La acea vreme, Levski era liderul insurgenței bulgare. A realizat o întreagă rețea de comitete revoluționare, supervizate de Comitetul Revoluționar Bulgar (BCRC), localizat în România, ce avea ca scop pregătirea revoluționarilor bulgari pentru viitoarele acțiunii împotriva ocupației otomane. Levski a fost adus pentru judecată, condamnat la moarte și spânzurat pe 19 februarie 1873. Moartea sa a avut o influență negativă asupra moralului revoluționarilor bulgari.
Odată cu moartea lui Levski, BCRC se schimbă în două fracțiuni: Botev și susținătorii lui afirmau că trebuiau să înceapă pregătiri pentru o imediată ofensivă, în timp ce revoluționarii conservatori/moderați, conduși de Lyubeu Karavelov, credeau că este prea devreme pentru o astfel de acțiune. Botev intenționa să înceapă o ofensivă/acțiune cât mai repede posibil, să profite de situația internațională (tensiunea crescândă dintre Imperiul Otoman de o parte și Serbia și Rusia de cealaltă), precum și de faptul că rețeaua revoluționară, stabilită de Levski era încă relativ intactă și putea fi parte activă în pregătiri. Ca rezultat, BCRC este dizolvat și un nou comitet este stabilit la Giurgiu, iar pregătirile pentru ofensă continuă.
Viziunile sale politice erau apropiate de anarhism (uneori descris ca un libertarism timpuriu) și de socialism utopic, și erau sintetizate în “Simbolul Credinței” ("Simvol veruyu").

## Acțiunea din aprilie și campania lui Botev
Acțiunea a început în anul 1876. Rebelii înarmați sărăcăcios, dar cu un curaj și altruism ieșit din comun, împotriva trupelor otomane obișnuite și împotriva a basi-bazoks. Revolta a fost înăbușită cu o cruzime extremă. Mai multe mii de bărbați, femei și copii au fost măcelăriți, mii au fost exilați în Asia Minor și mulți alții și-au părăsit casele. Tragedia a oripilat și indignat opinia publică din toată lumea.
Botev a urmărit evenimentele fatale și a decis să se alăture camarazilor săi în luptă. Pentru asta a compus un detașament format din 205 revoluționari (Cheta), numai unii dintre ei deținând experiență militară. În timp ce Botev rămâne conducător oficial/voievod, pentru postul de comandant militar a fost ales activistul revoluționar Nicola Voinvski (1849-1876), ce a studiat anterior la liceul militar Nikolaev și a servit în armata rusă ca locotenent, așadar având pregătirea militară necesară. În subordinea sa se află un alt revoluționar faimos, Nikola Simon-Kuruto (1845-1876). Pentru a susține revolta, Botev a creat un plan să traverseze în siguranță Dunărea fără a afla autoritățile române, de frică că i-ar putea opri.
Pe 16 mai 1876, deghizați în gărdinari, membrii detașamentului au debarcat nava cu aburi Austro-Ungară “Radetzky” și, după un semnal special, au preluat controlul. După aceea, Botev a prezentat motivele politice ale acțiunii sale în fața căpitanului navei Dagobert Englander și pasagerilor. Cauza nobilă și manierele ireproșabile ale revoluționarilor bulgari au marcat persoanele de pe ambarcațiune. Radentzky a atins coasta bulgară lângă Kozlodui, unde Botev și camarazii săi își iau la revedere de la căpitan și pasageri și debarcă pe pământ bulgăresc. Mișcarea a fost emoționantă, deoarece știrile despre revolta stinsă atinseseră toate colțurile Europei, iar persoanele de la bordul lui Radetzky nu aveau iluzii în privința a ceea ce îi aștepta pe Botev și pe camarazii săi.
Detașamentul cu suită în față, se îndreaptă spre regiunea Vratza. Primele știri legate de situație au fost descurajatoare, revolta a fost înăbușită aproape peste tot, erau trupe bashi-bazouks prin toată regiunea, niciun ajutor nu se întrezărea, așa că detașamentul a avansat în munții Vratza. În dimineața zilei de 18 mai, detașamentul a fost înconjurat de trupele otomane; dar Botev și Nikola Voinovski și-au organizat camarazii din timp, au luat poziție defensivă și au început să respingă atacurile repetate otomane. Ambele părți au suferit pierderi masive. Detașamentul a suferit pierderi - 30 de morți și răniți. Când a venit noaptea, rebelii s-au împărțit în câteva grupuri, au spart liniile inamice și au continuat către munți.
Următoarea zi a trecut fără semnele inamicilor, dar era clar că detașamentul nu putea spera la întăriri din partea revoluționarilor bulgari. În dimineața lui 20 mai, iscoadele detașamentului depistează trupe bashi-bazouks și cinci batalioane otomane obișnuite ce avansau. Oamenii iau imediat poziții solide lângă muntele Okoltchitza. Apărarea a fost împărțită în două sectoare comandate de Voinovski și Botev. Curând, două batalioane obișnuite inamice conduse de Hassan Hairy, atacă pozițiile lui Voinovski, în timp ce trupele boshi-bazouks își îndreptau atenția către poziția lui Botev. Oamenii lui Voinovski, cu foc concentrat, creează pierderi majore în rândul inamicului ce avansa și contracarează încercarea acestora de a îi încercui. La rândul lor, oamenii lui Botev ripostează atacurilor trupelor boshi-bazouks și împing inamicul înapoi cu un contraatac puternic. Lupta se stinge de la sine și turcii se retrag în tabăra lor. Detașamentul pierde 10 soldați, inamicul 30, mulți răniți au fost de ambele părți.
În timp ce seara se apropia, Botev decide să rupă liniile inamice de la distanță și exact în acel moment este lovit de un glonț în piept. Ziua era 20 mai (calendarul gregorian 1 iunie) 1876. Brusca moarte a lui Botev a dus detașamentul spre pierzanie și în următoarele zile e măcelărit. Numai 15 oameni conduși de Voinovski ating munții, unde cad ca eroi în lupte crâncene. 
Toată viața sa, Botev și-a inspirat camarazii cu pasiunea sa pentru libertate și ultima sa acțiune a venit să împlinească jurământul său și să moară pentru el. Inscripția pe piatra funerară spune "Profeția ta s-a adeverit- trăiești în continuare!”.
În urma lui Botev au rămas soția sa, Veneta, fiica sa Ivanka și fiul adoptiv Dimitor.

## Opere literare
În 1875, Botev publică opera sa lirică într-o carte numită “Cântece și poeme”, împreună cu un alt poet revoluționar bulgar și viitor politician, Stefan Stambolov. Poezia lui Botev evidențiază resentimentele oamenilor săraci, împreună cu idei revoluționare ce luptă pentru libertatea lor din mâna tiraniei străine și autohtone, lirica sa e influențată de democrații revoluționari ruși și personalități pariziene. Sub această influență, Botev se remarcă și ca poet și ca revoluționar democrat. Multe dintre poeziile sale sunt îmbibate cu zel revoluționar și determinare, cum ar fi “Rugăciunea mea” ("Moyata molitva"), “La revedere” ("Na proshtavane"), “Hajduks” ("Haiduci"), “În tavernă” ("V mehanata"), sau “Lupta” ("Borba"). Altele sunt romantice, balade (Hadzhi Dimitar, poate cea mai bună poezie a sa).

### Poezii
- Mamei sale (în bulgară: "Майце си")
- Catre fratele sau (în bulgară: "Към брата си")
- Elegia (în bulgară: "Елегия")
- Impartire (în bulgară: "Делба")
- Catre prima mea iubire(în bulgară: "До моето първо либе")
- La despartire in 1986 (în bulgară: "На прощаване в 1868 г.")
- Hayduci (în bulgară: "Хайдути")
- Pristanala (în bulgară: "Пристанала")
- Lupta (în bulgară: "Борба")
- Ciudat (în bulgară: "Странник")
- Ney (în bulgară: "Ней") *
- Patriot (în bulgară: "Патриот")
- De ce nu sunt (în bulgară: "Защо не съм...?")
- Epistola (na sveti Tărnovski) (în bulgară: "Послание" (на св. Търновски))
- Hadji Dimitar (în bulgară: "Хаджи Димитър")
- In crama (în bulgară: "В механата")
- Rugaciunea mea (în bulgară: "Моята молитва")
- Vine norul intunecat (în bulgară: "Зададе се облак темен")
- Spanzurarea lui Vasil Levski (în bulgară: "Обесването на Васил Левски")

## Onoruri/Premii
Monumentul Botev din Vrața

În fiecare an, exact la ora 12:00, pe 2 iunie, sirene peste tot în țară răsună pentru un minut, pentru a-i onora pe cei ce au murit pentru libertatea Bulgariei. Oameni de peste tot stau nemișcați 2-3 minute până sirenele tac.
După Botev au fost numite:
- Punctul Botev și coasta Botev de pe insulele Livingston din sudul insulelor Stetland
- Cel mai înalt vârf în Stara planina
- Orașul Botevgrad
- Străzi și bulevarde în majoritatea orașelor Bulgariei
- Școli și licee cu acest nume
- Câteva cluburi de fotbal: PFC Botev Plovdiv, Botev Vrața, Botev Ihtiman, Botev Galabovo, Botev Kozlodui, Botev Boljarovo ș. a.
- Câteva stadioane de fotbal din Bulgaria
- O emisiune la postul de radio național bulgar.
- Un bulevard în sectorul 3 din București